# Wolschheim
Wolschheim (historisch auch Wolfsheim) ist eine französische Gemeinde mit 313 Einwohnern (Stand 1. Januar 2021) im Département Bas-Rhin in der Region Grand Est (bis 2015 Elsass).

## Geschichte

### Mittelalter
Wolschheim gehörte zur Herrschaft Ochsenstein. Es war ein Lehen des Bischofs von Metz. Als die Familie derer von Ochsenstein im Mannesstamm mit Georg von Ochsenstein 1485 ausstarb, gelangte das Erbe über dessen Schwester an die Grafen von Zweibrücken-Bitsch.

### Neuzeit
1570 kam es zu einem weiteren Erbfall, der Wolschheim zur Grafschaft Hanau-Lichtenberg brachte: Graf Jakob von Zweibrücken-Bitsch (* 1510; † 1570) und sein schon 1540 verstorbener Bruder Simon V. Wecker hinterließen nur jeweils eine Tochter als Erbin. Die Tochter des Grafen Jakob, Margarethe (* 1540; † 1569), war mit Philipp V. von Hanau-Lichtenberg (* 1541; † 1599) verheiratet. Zu dem sich aus dieser Konstellation ergebenden Erbe zählte auch die Herrschaft Ochsenstein. In der Verwaltungsstruktur der Grafschaft Hanau-Lichtenberg wurde Wolschheim dem Amt Westhofen zugeschlagen. Philipp V. von Hanau-Lichtenberg führte in den ererbten Gebieten sofort die Reformation durch, die wie sein übriges Herrschaftsgebiet nun lutherisch wurden.
Mit der Reunionspolitik Frankreichs unter König Ludwig XIV. kamen das Amt Westhofen und Wolschheim unter französische Oberhoheit. Nach dem Tod des letzten Hanauer Grafen, Johann Reinhard III., fiel das Erbe – und damit auch Wolschheim – 1736 an den Sohn seiner einzigen Tochter, Charlotte, den Erbprinzen und späteren Landgrafen Ludwig (IX.) von Hessen-Darmstadt. Mit dem durch die Französische Revolution begonnenen Umbruch wurde das Amt Westhofen Bestandteil Frankreichs und in den folgenden Verwaltungsreformen aufgelöst.

### Bevölkerungsentwicklung
| 1798 | 1962 | 1968 | 1975 | 1982 | 1990 | 1999 | 2006 | 2012 | 2014 |
| ---- | ---- | ---- | ---- | ---- | ---- | ---- | ---- | ---- | ---- |
| 206  | 217  | 239  | 235  | 247  | 265  | 296  | 308  | 311  | 311  |